# 神の湯温泉
神の湯温泉（かみのゆおんせん）は山梨県甲斐市竜地にある温泉。

## 泉質
- ナトリウム-塩化物泉
  - 泉温　45.1℃

## 温泉地
甲府盆地を一望する高台に、一軒宿の「ホテル神の湯温泉」が存在する。日帰り入浴可能。
多種多様な浴槽を完備。料理は、旬に合わせた地元の食材を使用している。

## 歴史
1982年（昭和54年）4月、宝生山八津御獄神社の権現職 山本昌徳が月並祭りを執行中に幾度となく霊感を受け、「この地に日本に二つと無い特殊な温泉が湧く」との神のお告げを賜って、お告げに従ってすぐに採掘を始めた。
しかし、学識者や業者などは、「この場所に温泉が湧くはずが無い」と口々にし、採掘を進めていってもなかなか温泉は湧いてこなくて、何度となく諦めかけたこともあった。
ところが、諦めずに採掘をし続けていくと同年9月、地下600メートルから大量の温泉が湧き出た。近隣の村人たちも、その湧出には驚いた。
同年に「ホテル神の湯温泉」も開業する。

## アクセス
中央自動車道甲府昭和ICより、車で10分。
JR中央本線竜王駅より、バスで8分。